# Philippe Mouratoglou
 (octobre 2014).
Si vous disposez d'ouvrages ou d'articles de référence ou si vous connaissez des sites web de qualité traitant du thème abordé ici, merci de compléter l'article en donnant les références utiles à sa vérifiabilité et en les liant à la section « Notes et références ».
Pour les articles homonymes, voir Mouratoglou.
Philippe Mouratoglou est un guitariste, chanteur, improvisateur et compositeur, né à Paris le 19 avril 1973. 

## Parcours
Formé par Wim Hoogewerf, Roland Dyens et Pablo Marquez (dont il fut professeur assistant au Conservatoire de Strasbourg), Philippe Mouratoglou a développé une approche caractérisée par son ouverture instrumentale (guitares classique, électrique, folk 6 et 12 cordes, guitare baryton) et stylistique.
Interprète, improvisateur et compositeur, il collabore avec des musiciens et ensembles de tous horizons.
Il aborde ainsi la création contemporaine avec les ensembles Linea et Alma Viva, les grands concertos pour guitare avec l'Orchestre Mozart de Toulouse, l'Orchestre philharmonique de Strasbourg et l'Orchestre Occitania (dirigé par Bernard Soustrot).
Il forme depuis 2009 un duo avec la soprano Ariane Wohlhuter, qui a publié en 2013 sur le label Troba vox le CD We Only Came to Dream consacré à John Dowland, Benjamin Britten et Dusan Bogdanovic
Il participe avec Ariane Wohlhuter au projet Aire y Fuego avec Sandra Hurtado-Ròs (soprano) et Jean-François Ruiz (guitare) (Récital Aire Y Fuego produit par Trob'Art Productions - Gérard Zuchetto).
Parallèlement, Philippe Mouratoglou fonde en 2012 (avec le clarinettiste Jean-Marc Foltz et le graphiste Philippe Ghielmetti) le label Vision Fugitive, sur lequel il initie des projets transversaux :
- une relecture du répertoire du bluesman fondateur Robert Johnson en trio avec Jean-Marc Foltz et le contrebassiste Bruno Chevillon (Steady rollin’ man, 2012) ;
- un récital solo qui présente sous le même toit Francesco da Milano, Egberto Gismonti, Toru Takemitsu, Arthur Kampela, Jimmy Rowles, et ses propres compositions et improvisations (Exercices d'évasion, 2013) ;
- une participation au quartet de Jean-Marc Foltz avec le contrebassiste Sébastien Boisseau et le batteur Christophe Marguet (Viracochas, 2013).
- un duo avec le guitariste flamenco Pedro Soler, qui explore l'influence de la musique populaire espagnole sur la musique d'Isaac Albéniz (Rumores de la Caleta - Albéniz & le flamenco, 2014) ;
- Un projet solo guitare: D'autres Vallées (2016)
- Mélodies et Lieder en duo avec Ariane Wohlhuter (2017)
- Legends of the Fall en duo avec Jean-Marc Foltz (2017)
- Nowaten avec Jean-Marc Foltz (2018)
- Il publie en 2019 un CD consacré à Fernando Sor.
- Wild Beasts avec Jean-Marc Foltz (2020)
- un trio guitare/contrebasse/batterie avec Bruno Chevillon et Ramón López qui a publié deux disques :
  - Univers-solitude, 2018 - « Choc de l’année » Jazz magazine
  - Ricercare, 2021-  "Indispensable" par Jazz News, 4 étoiles de Jazz Magazine et "Élu" Citizen Jazz
- La Musique d'Alan met en musique l'oeuvre littéraire d'Emmanuel Guibert (2020)

En concert, on le retrouve régulièrement sur les scènes françaises et internationales : Théatre de l'Athenée, La Chaise-Dieu, Flâneries musicales de Reims, Abbaye de Fontfroide, Festival de la Madeleine, Abbaye de Valmagne, Printemps musical du Pacifique (Polynésie), Festival Isaac Albeniz de Camprodon (Espagne), Circulo de Bellas Artes à Madrid, Philharmonie de Berlin, Artes Vertentes (Brésil)...
Il participe en outre au Festival des Abbayes, au festival "Les Troubadours chantent l’art roman" en Languedoc-Roussillon.
Il participe à de nombreuses tournées internationales en particulier en Allemagne où il a joué au Philharmonique de  Berlin, en Suisse, en Thaïlande, en Grèce, en Espagne, au Brésil et aux États-Unis au Carnegie Hall et en Russie au 10ème festival de guitare classique de Kasan.
Il est également à l'origine, avec la Fondation du patrimoine, du festival itinérant Musique & Patrimoine en activité depuis 2010.

## Instruments
Philippe Mouratoglou joue sur des guitares Dominique Field et George Lowden.

## Discographie
- 2021: Ricercare - Philippe Mouratoglou trio avec Bruno Chevillon et Ramón López
- 2020: La Musique d'Alan (participation au projet d'Emmanuel Guibert)
- 2020: Wild Beasts (avec Jean-Marc Foltz)
- 2019: Fernando Sor
- 2018: Nowaten (avec Jean-Marc Foltz)
- 2018: Univers - Solitude - Philippe Mouratoglou trio avec Bruno Chevillon et Ramón López
- 2017: Legends of the Fall (avec Jean-Marc Foltz)
- 2017 : Mélodies et Lieder  (avec Ariane Wohlhuter)
- 2016 : D'autres Vallées - Œuvres pour guitare solo de Benjamin Britten, Leo Brouwer, Philippe Mouratoglou
- 2014 : Rumores de la caleta - Albéniz & le Flamenco (avec Pedro Soler)
- 2013 : Viracochas (Jean-Marc Foltz quartet)
- 2013 : Exercices d'évasion
- 2013 : We only came to dream (avec Ariane Wohlhuter)
- 2012 : Steady rollin' man - Echoes of Robert Johnson (avec Bruno Chevillon et Jean-Marc Foltz)
- 2005 : O Gloriosa domina